# Краснощёков, Иван Матвеевич
Иван Матвеевич Краснощёков (1672 — 12 августа 1742, Бомбель (около Гельсингфорса), Финляндия) — бригадир Донского войска, герой Русско-шведской войны 1741—1743 годов. Отец атамана Фёдора Ивановича Краснощёкова.

## Биография
Родился около 1672 года.
Ещё в молодости прославился как отважный «гулебщик», то есть охотник до набегов с Дона на соседние земли татар, ногайцев и закубанских горцев в поисках добычи, опасных приключений и славы. Казачьи предания передают потомству о подвиге-единоборстве Краснощёкова с черкесским богатырем Овчаром, которого он убил и, завладев его конём, развел на Дону «овчарскую» породу лошадей.
В должности походного атамана участвовал в Персидском походе, во время которого разгромил армию Утамышского султаната.
В 1723 году после смерти войскового атамана Василия Фролова был избран войсковым кругом атаманом Донского войска. Однако, так как находился под судом из-за зверств его войск во время Персидского похода, его кандидатура не была утверждена Петром I и атаманом был назначен Лопатин.
В 1726 году был войсковым старшиной.
В 1729 году был походным атаманом. 
Участник Русско-турецкой войны 1735—1739 годов. В кампанию 1736 года участвовал в осаде Азова.
В 1736 году вел переговоры с некрасовцами, но не успел склонить их к возвращению в Россию.
Вместе с другим видным донским атаманом того времени, Данилом Ефремовым, был почти постоянно при известном калмыцком хане Дондук-Омбо и пользовался его особенным расположением и доверием. Вместе с Дондук-Омбо привел в покорность России нескольких кубанских владельцев. В кампанию 1738 года участвовал в походе Ласси в Крым.
В 1740 году первым из донских казаков был пожалован чином бригадира.

## Смерть
В звании бригадира принял участие в войне со шведами и 12 августа 1742 года погиб близ Гельсингфорса.

О смерти его участник этой войны рассказывает так:
И прошед наша армия вперед версты 4 и виден был Гельсингфорс через залив и суда шведские, из которого места послан бригадир Краснощекой с казаками для проведывания дороги от Гельсингфорса к Абову, чтобы шведов не выпустить из Гельсингфорса, где и поехал в леса и болотами, маленькими дорожками, то от шведских солдат оной Краснощекой уйтить не мог — в болоте лошадь увязла, то тут его солдаты ранили и взяли в полон и привезли в Гельсингфорс к генералу Левенгаупту, токмо уже от ран скоро он умре и мертвое тело прислали к нам шестернею и сыну его отдано
Обстоятельства смерти Краснощёкова рассказываются различно: шведы утверждали, что майор Шуман загнал его в болото и уже раненного тремя сабельными ударами и завязшего с людьми в трясине приказал застрелить; по другой версии, Краснощёков был просто убит в этой схватке, а по третьей (см. описание современника, приведённое выше) — раненым был привезён в Гельсингфорс, где скончался от ран.

Гибель Краснощёкова шведы торжествовали как победу. Об этом свидетельствует запись, найденная в одном финском псалтыре:
Считали не малым счастием, что полководец казаков Краснощёков во время перепалки со шведами л.-драг. майором Шуманом загнан в болото, где и умер; по мнению всех, он стоил бы нам дорого
По просьбе фельдмаршала Ласси шведы выдали тело Краснощёкова, и оно было похоронено в Черкасске.

## Семья
Жена — гречанка Евдокия Фёдоровна Краснощёкова (Колокотрони; 1675—1735).
Сын, Фёдор Иванович Краснощёков (1710—1764) — командовал донскими казаками в ходе Семилетней войны.

## Источник
- Краснощековы // Военная энциклопедия : [в 18 т.] / под ред. В. Ф. Новицкого … [и др.]. — СПб. ; [М.] : Тип. т-ва И. Д. Сытина, 1911—1915.
- Краснощеков, Иван Матвеевич // Русский биографический словарь : в 25 томах. — СПб.—М., 1896—1918.